# Tadeusz Lipski (szachista)
Tadeusz Lipski (ur. 7 października 1943 w Deszkowicach) – polski szachista, mistrz krajowy.

## Kariera szachowa
W latach 1975–1979 pięciokrotnie startował w finałach mistrzostw Polski, najlepszy wynik osiągając w 1979 r. w Tarnowie, gdzie w turnieju rozegranym systemem szwajcarski podzielił XIV-XXII miejsce (wspólnie z m.in. Włodzimierzem Schmidtem i Andrzejem Sydorem). W 1976 r. zwyciężył w międzynarodowym turniej w Białymstoku (m.in. przed ówczesnym mistrzem świata w grze korespondencyjnej – Jakowem Estrinem), natomiast w 1979 r. zajął I m. w międzynarodowym kołowym turnieju w Budapeszcie. W 2002 r. zdobył w Rowach tytuł mistrza Polski "weteranów" (zawodników powyżej 55. roku życia). 
W barwach klubów Start Lublin i Avia Świdnik ośmiokrotnie zdobył medale drużynowych mistrzostw Polski: 3 złote (1966, 1971, 1982), 3 srebrne (1970, 1979, 1980) oraz 2 brązowe (1967, 1981). Był również pięciokrotnym medalistą drużynowych mistrzostw Polski w szachach błyskawicznych: złotym (1966), dwukrotnie srebrnym (1976, 1981) oraz dwukrotnie brązowym (1977, 1992). 
W 2003 r. wystąpił w reprezentacji Polski podczas rozegranej w Białowieży IV Światowej Olimpiady Szachowej Osób Niepełnosprawnych Narządu Ruchu (ang. IPCA Olympiad), natomiast w 2005 r. w V Mistrzostwach Europy Osób Niepełnosprawnych, rozegranych w Wiśle. Startował również w finale Mistrzostwa Polski Niewidomych (Wągrowiec 2008 – VI miejsce). W 2008 r. zwyciężył w otwartym turnieju "weteranów" memoriału Akiby Rubinsteina w Polanicy-Zdroju.
Najwyższy ranking w karierze osiągnął 1 stycznia 1980 r., z wynikiem 2330 punktów zajmował wówczas 37. miejsce wśród polskich szachistów.

## Życie prywatne
Żoną Tadeusza Lipskiego była Elżbieta Kowalska, mistrzyni Polski z 1967 roku.